# Johannes Georg Gostomzyk
Johannes Georg Gostomzyk, auch Johannes G. Gostomzyk, (* 1936) ist ein deutscher Sozialmediziner und Publizist.

## Werdegang
Johannes G. Gostomzyk studierte Humanmedizin an der FU Berlin, wo er 1961 zum Dr. med. promoviert wurde. Er absolvierte die Weiterbildungen zum Facharzt für Laboratoriumsmedizin und zum Facharzt für Öffentliches Gesundheitswesen.
Gostomzyk publizierte von 1962 bis 1965 am Max Planck-Institut für Biochemie in München (als wissenschaftlicher Mitarbeiter von Gerhard Ruhenstroth-Bauer), 1967 bis 1968 an der Kinderklinik der Freien Universität Berlin und 1968 bis 1969 als Mitarbeiter am Institut für gerichtliche Medizin und Versicherungsmedizin der Universität Freiburg im Breisgau. Ab 1970 war er am Institut für Rechtsmedizin der Universität Mainz tätig, ab 1972 als Professor für Rechtsmedizin.
Von 1975 bis zu seiner Pensionierung im Jahr 2001 war Johannes G. Gostomzyk Leiter des Gesundheitsamtes Augsburg.
Seit 1977 ist Gostomzyk Mitglied der Schriftleitung der Zeitschrift Das Gesundheitswesen (ehemals Das öffentliche Gesundheitswesen), von 1989 bis 2007 war er Hauptschriftleiter des Journals.

## Veröffentlichungen (Auswahl)
- Johannes G. Gostomzyk, Alfons Hollederer (Hrsg.): Angewandte Sozialmedizin, Handbuch für Weiterbildung und Praxis. ecomed Medizin Landsberg am Lech 2002 (Stand 46. Aktualisierung 2024). ISBN 978-3-609-76900-4
- Johannes Gostomzyk: Sozialmedizin in Zeiten der Corona-Pandemie. In: Gesundheitswesen 2020; 82(5) 379–380. DOI:10.1055/a-1099-8223
- Johannes Gostomzyk: Arzt und Gesellschaft: Zum Wandel des Berufsbildes Arzt in der Mitte des 19. Jahrhunderts, ein sozialmedizinisches Konzept von Salomon Neumann. In: Gesundheitswesen 2022; 84(3) 170–175. DOI:10.1055/a-1744-3415
- Johannes G. Gostomzyk: Alkohol in der Arbeitswelt. Vorbeugen, Erkennen, Helfen. ecomed Medizin Landsberg am Lech 2024. ISBN 978-3-609-16552-3

## Funktionen und Mitgliedschaften (Auswahl)
Johannes Gostomzyk war von 1990 bis 2004 Präsident der Deutschen Gesellschaft für Sozialmedizin und Prävention (DGSMP) und von 1997 bis 2013 Erster Vorsitzender der Landeszentrale für Gesundheit in Bayern.

## Ehrungen (Auswahl)
(Quelle)
- Bundesverdienstkreuz am Bande (2005)
- Salomon-Neumann-Medaille der DGSMP (2007)[15]
- Bayerischer Verdienstorden (2010)
- Ehrenvorsitzender der Landeszentrale für Gesundheit in Bayern (2013)